# Чемпионат Великобритании по фигурному катанию 2011
Чемпионат Великобритании по фигурному и синхронному катанию 2010/2011 (англ. British Ice Figure Skating Championships & Synchro National Opens 2010/11) — соревнование по фигурному и синхронному катанию среди фигуристов Великобритании сезона 2010—2011 года, организованное Национальной Ассоциацией конькобежцев (англ. National Ice Skating Association).
На турнире были определены чемпионы страны в мужском и женском одиночном катании, парном фигурном катании, в спортивных танцах на льду и команда-победитель в синхронном катании. Чемпионат прошёл одновременно во всех трёх возрастных группах: «взрослые» (англ. Senior), юниоры (англ. Junior) и «новички» (англ. Novice). Будет определён состав команды страны на предстоящие в сезоне соревнования: чемпионат Европы, чемпионат мира среди юниоров и чемпионат мира.
Чемпионат прошёл с 21 по 27 ноября 2010 года в Шеффилде на арене «IceSheffield»

## Результаты

### Мужчины («взрослые»)
| Место | Имя             | Клуб  | Сумма баллов | SP | FS |
| ----- | --------------- | ----- | ------------ | -- | -- |
| 1     | Дэвид Ричардсон | NIC   | 161.14       | 2  | 1  |
| 2     | Мэтью Парр      | DUNDE | 156.06       | 1  | 2  |
| 3     | Филлип Харрис   | COV   | 150.40       | 3  | 3  |
| 4     | Ясон Томпсон    | ICESH | 141.80       | 6  | 4  |
| 5     | Люк Чилкотт     | GILL  | 139.53       | 5  | 5  |
| 6     | Ион Партридж    | L/VAL | 128.15       | 4  | 7  |
| 7     | Робер Мюррей    | EK    | 124.26       | 7  | 6  |
| 8     | Брендан Дорриан | EK    | 111.71       | 8  | 8  |

### Женщины («взрослые»)
| Место | Имя               | Клуб  | Сумма баллов | SP | FS |
| ----- | ----------------- | ----- | ------------ | -- | -- |
| 1     | Дженна Маккоркелл | COV   | 117.69       | 2  | 1  |
| 2     | Карли Робертсон   | DUNDE | 113.86       | 1  | 2  |
| 3     | Лаура Кин         | DUNDE | 89.08        | 3  | 3  |

### Пары («взрослые»)
| Место | Имя                          | Клуб  | Сумма баллов | SP | FS |
| ----- | ---------------------------- | ----- | ------------ | -- | -- |
| 1     | Стейси Кемп / Дэвид Кинг     | NISA  | 130.41       | 1  | 1  |
| 2     | Салли Ридинг / Якуб Сафранек | BLACK | 108.53       | 2  | 2  |

### Танцы («взрослые»)
| Место | Имя                          | Клуб | Сумма баллов | SD | FD |
| ----- | ---------------------------- | ---- | ------------ | -- | -- |
| 1     | Луис Уальден / Оуэн Эдвардс  | DEES | 125.80       | 1  | 1  |
| WD    | Пенни Кумс / Николас Бакленд | NIC  |              |    |    |

- WD = снялись с соревнований